# Circuit intégré 7416

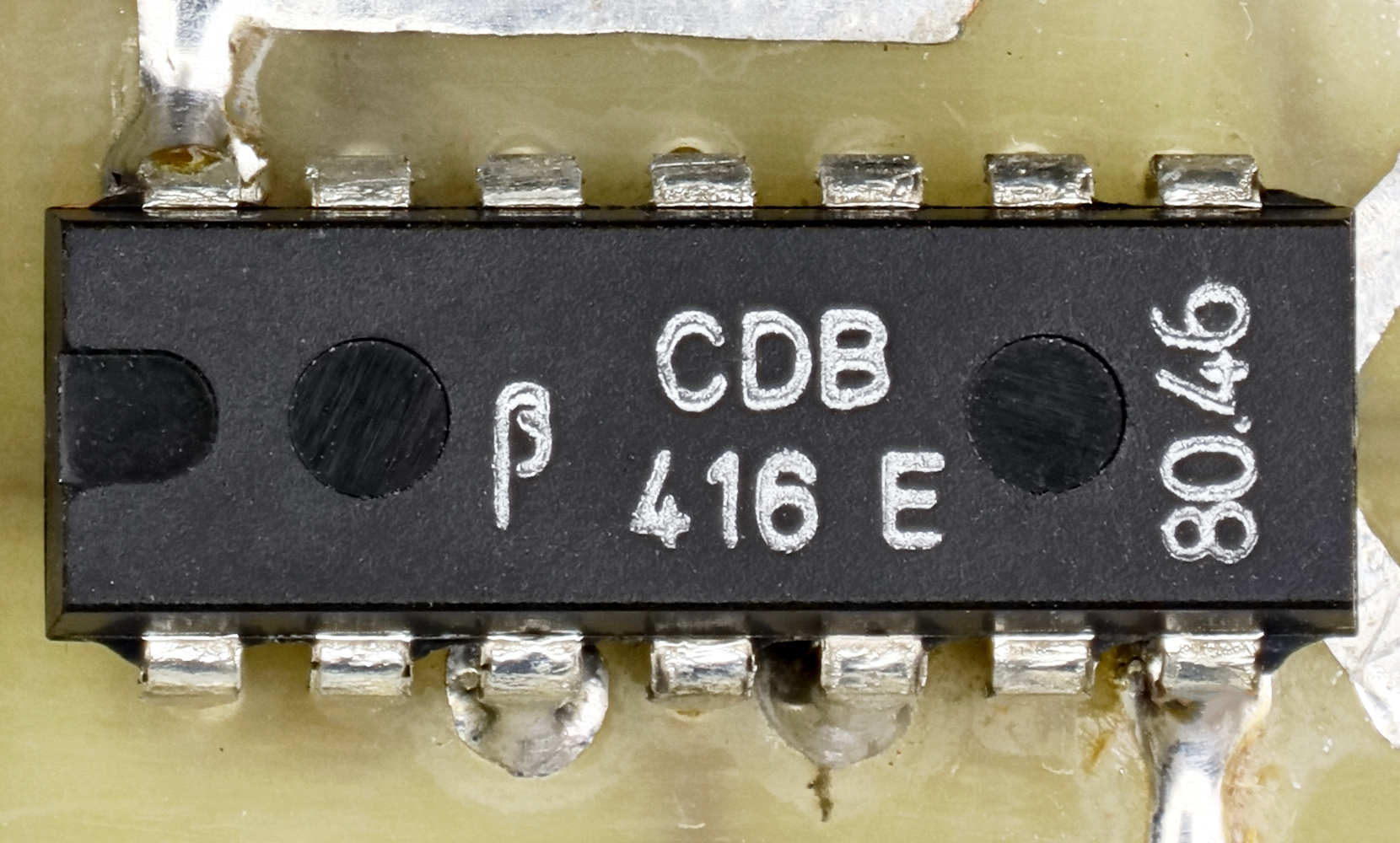
CDB416E.
CDB416E : porte inverseur hexagonale/collecteur ouvert 15 V / 40 mA ; Membre de la série 7400 Transistor-Transistor Logic (TTL) ; Fabriqué par I.P.R.S. Banasa,

Le circuit intégré 7416 fait partie de la série des circuits intégrés 7400 utilisant la technologie TTL.

Ce circuit est composé de six portes logiques indépendantes inverseuses NON possédant chacune une sortie à collecteur ouvert d'une protection de 15 volts.

Chaque porte possède un buffer.